# Creu de Meritxell
La Creu de Meritxell, també anomenada Creu de Carlemany, és una creu de terme situada damunt d'una roca, al caní ral de Prats a Meritxell, darrere del Santuari de Meritxell, a la parròquia de Canillo (Andorra).
És una creu de pedra, del segle XVI, d'estil gòtic. Figura esculpit per una cara Jesús crucificat, a qui els andorrans demanaven la protecció del terme, i per l’altra, Maria amb el nen, per anunciar als peregrins la proximitat del santuari de la Mare de Déu de Meritxell.